# Парович, Благое
Благое Парович (серб. Благоје Паровић / Blagoje Parović; 25 марта 1903, Биоград — 6 июля 1937, Вильянуэва-де-ла-Каньяда) — югославский политик, член ЦК Коммунистической партии Югославии и участник Гражданской войны в Испании.

## Биография
Родился 25 марта 1903 года в местечке Биоград (ныне община Невесине, Босния и Герцеговина). Родом из семьи крестьян. Серб по национальности. Родители погибли во время Первой мировой войны. После их смерти проживал в Винковцах, где начал работать сапожником.
С 1921 года Благое — постоянный участник рабочего движения. Член Коммунистической партии с 1923 года. Неоднократно арестовывался властями за свою революционную деятельности. Работал с 1926 по 1928 годы в Загребском отделении партии вместе с Иосипом Брозом Тито, там же познакомился со своей будущей супругой Анкой Буторац, которая также работала в партии. После установления диктатуры в стране в 1929 году Благое уехал в СССР.
В Москве Парович окончил Международную ленинскую школу и по решению Коминтерна был командирован в Германию. На IV конференции Коммунистической партии Югославии, состоявшейся в декабре 1934 года тайно в Любляне, он был избран в Политбюро ЦК партии. В 1935 году участвовал в Седьмом конгрессе Коминтерна в Москве. В Компартии он считался, по мнению генерального секретаря Милана Горкича, вторым по важности человеком после Тито. В июне того же года Благое в Сплите на пленуме Коммунистической партии выступил с призывом сплотиться всех коммунистов Югославии против нарастающей угрозы, исходящей от нацистского режима в Германии и фашистских режимов в других странах.
В 1937 году Парович отправился добровольцем в Испанию, чтобы оказать помощь республиканцам в начавшейся Гражданской войне. Служил в Джаковичевском батальоне, состоявшем из югославских политических эмигрантов. Был политруком XIII интербригады. Сражался в Брунетской операции. 6 июля 1937 смертельно ранен в битве под Вильянуэва-де-ла-Каньяда (город Мадрид).
Его супругой была Анка Буторац (1903—1942), член ЦК Коммунистической партии Хорватии, участница Народно-освободительной войны и Народный герой Югославии (посмертно).

## Слухи о смерти
По мнению различных экспертов, гибель Паровича была подстроена и являлась ничем иным, как политическим убийством. В 2009 году сербский журналист Перо Симич опубликовал книгу «Тито, тайна века», в которой обвинял Тито в гибели Паровича и утверждал, что к гибели были причастны и агенты НКВД, расценившие Паровича как троцкиста. Те же люди, по мнению Симича, были причастны и к устранению Милана Горкича и Владимира Чопича.